# Карликовые игрунки
Ка́рликовые игру́нки (лат. Cebuella) — род приматов из семейства игрунковых (Callitrichidae). Включает одних из самых маленьких представителей всего отряда приматов.

## Классификация
Выделяют 2 вида карликовых игрунок:
- Cebuella niveiventris — «восточная карликовая игрунка»
- Карликовая игрунка (Cebuella pygmaea), «западная карликовая игрунка»

Красная книга МСОП (2021) присвоила обоим видам охранный статус «Находятся в уязвимом положении» (англ. Vulnerable species, VU). 
Ранее Cebuella niveiventris рассматривали в качестве подвида карликовой игрунки — C. p. niveiventris. Эти два вида были разделены в 2018 году на основе молекулярно-генетических данных.

## Внешний вид
Карликовые игрунки — одни из самых маленьких приматов. Их величина составляет лишь от 11 до 15 см, не считая хвоста длиной от 17 до 22 см. Масса карликовых игрунок составляет от 100 до 150 г. Их шерсть густая и длинная и окрашена на верхней стороне в золотисто-бурый цвет. Нижняя сторона белая или оранжевая. Длинные пучки волос на голове и груди производят впечатление гривы.

## Распространение
Карликовые игрунки живут в бассейне Амазонки, в южной Колумбии, Эквадоре, северных регионах Перу и Боливии, а также на западе Бразилии. Часто селятся на опушках леса, по берегам рек и заливаемых сезонными паводками джунглях. Большую часть жизни проводят на деревьях, но иногда спускаются на землю.

## Поведение
Карликовые игрунки активны в утреннее и послеполуденное время и обитают на деревьях. Они передвигаются на четырёх лапах, в том числе по вертикальным ветвям, и умеют прыгать на расстояние до метра. Карликовые игрунки живут в родовых группах, состоящих из нескольких поколений. Взаимный уход за шерстью играет важную роль в их социальных отношениях. Свою территорию карликовые игрунки маркируют выделяемым из особых желез секретом, а чужаки из других групп, как правило, с криком изгоняются. Иногда дело может доходить и до поединков.

## Питание
Пища карликовых игрунок состоит из древесных соков, ради которых они подгрызают кору своими острыми резцами. Иногда они питаются также насекомыми, пауками или фруктами.

## Размножение
Согласно некоторым источникам, карликовые игрунки ведут моногамный образ жизни, хотя другие источники утверждают, что самки спариваются с несколькими самцами. После беременности, длящейся до 150 дней, на свет появляются, как правило, 2 детёныша. Отец и другие самцы из группы помогают при воспитании потомства, носят их на спинах и приносят матери для кормления молоком. В возрасте двух лет молодые карликовые игрунки становятся половозрелыми. Самая большая продолжительность жизни, отмеченная у этих зверей, составляла 11 лет.